# René Breton
Pour les articles homonymes, voir Breton (homonymie).
René Breton est un physicien canadien (québécois).

## Biographie
Né à Lévis, il est actuellement doctorant en astrophysique à l'Université McGill de Montréal.
Il est reconnu pour avoir vérifié, en 2008, que la relativité générale d'Albert Einstein est valide, en observant le comportement d'un pulsar situé à plusieurs centaines d'années-lumière de notre planète.